# Porlezza
Porlezza er en kommune ved Luganosøen i provinsen Como i den italienske region Lombardiet, beliggende ca. 60 kilometer nord for Milano og ca. 25 kilometer nord for byen Como. Porlezza har et indbyggertal på 4.858 (2023) og dækker et areal på 18,7 kvadratkilometer.
I kommunen finder man også byerne Begna, Cima og Tavordo.
Porlezza grænser op til kommunerne: Bene Lario, Carlazzo, Claino con Osteno, Corrido, Lenno, Ossuccio, Ponna, Val Rezzo og Valsolda.
Mellem 1873 og 1939, var Porlezza forbundet til Menaggio, ved Comosøen, via  Menaggio–Porlezza jernbane, en dampdrevet smalsporsbane, som blev bygget til at transportere varer mellem Menaggio og Luino ved Lago Maggiore.

## Demografisk udvikling

### Immigration
- Demografisk statistik
| - Antal immigranter 2009 - Tyrkiet: 125 - Rumænien: 75 - Albanien: 30 - Tyskland: 23 - Schweiz: 21 - Kosovo: 21 - Ukraine: 15 - Brasilien: 15 - Cuba: 9 - Marokko: 8 |

## Galleri
- Luganosøen
- Søstranden
- Turisthavnen
- Søpromenaden
- San Vittore-kirken
- Foto af søen taget i det 19. århundrede
- Luftfoto af Porlezza og omegn